# یواس‌اس واشینگتن (بی‌بی-۵۶)
یواس‌اس واشینگتن (بی‌بی-۵۶) (به انگلیسی: USS Washington (BB-56)) یک کشتی بود که طول آن ۷۲۹ فوت (۲۲۲ متر) بود. این کشتی در سال ۱۹۴۰ ساخته شد.